# Tarragona
Tarragona (wym. katal. [tərəˈɣonə], wym. hiszp. [taraˈɣona]; łac. Tarraco) – miasto we wschodniej Hiszpanii nad Morzem Śródziemnym, w południowej Katalonii; stolica prowincji o tej samej nazwie i comarki Tarragonès. Miasto w 2022 liczyło 134 883 mieszkańców. Związek miejski Tarragony jest dwudziesty pod względem wielkości w Hiszpanii i liczy 348 921 mieszkańców. W Tarragonie znajduje się duży port morski. Miasto jest siedzibą uniwersytetu (Universitat Rovira i Virgili).
W mieście znajduje się stacja kolejowa Tarragona. 7,5 km od miasta znajduje się port lotniczy Aeropuerto de Reus.
W mieście rozwinął się przemysł chemiczny, spożywczy, metalowy, drzewny, elektrotechniczny, włókienniczy oraz rafineryjny.

## Historia
Początki miasta sięgają głębokiej starożytności. Pierwotnie osiedlili się tu Iberowie, następnie Kartagińczycy, którzy nazwali miasto Tarchon, a w III wieku p.n.e. założyli tu swoją bazę Rzymianie. Została ufortyfikowana przez braci Publiusza i Gnejusza Korneliuszy Scypionów, jako baza wypadowa przeciwko Kartaginie. W Imperium Rzymskim Tarragona (ówcześnie pod nazwą Tarraco lub Colonia Iulia Urbs Triumphalis Tarraco) była warownym obozem wykorzystywanym do podboju Półwyspu Iberyjskiego. Za czasów Oktawiana Augusta miasto zostało stolicą prowincji Hispania Tarraconensis lub Hispania Citerior. W czasie największego rozkwitu Tarraco było jednym z najelegantszych miast całego imperium. Zamieszkiwało je około 250 tysięcy osób. Przez pewien czas miasto biło własną monetę.
Po upadku Rzymu zdobyta w 406 przez Swebów i Wandalów, a w 416 przez Wizygotów, którzy utworzyli w Hiszpanii własne państwo.
W roku 713 opanowana przez Maurów.
We wczesnym średniowieczu miasto przeszło pod władzę arystokracji z pobliskiej Barcelony, a w kolejnych wiekach dzieliło los całej Katalonii.
W czasie wojny o sukcesję hiszpańską w latach 1705–1714 Tarragona została zdobyta i ufortyfikowana przez wojska angielskie.

## Kompleks archeologiczny
Tarragona słynie przede wszystkim z zabytków okresu rzymskiego. Rozległy kompleks archeologiczny Passeig Arqueològic jest główną atrakcją turystyczną miasta. Zebrane tu zabytki z czasów rzymskich stały się przyczyną wpisania Tarragony w 2000 roku na listę światowego dziedzictwa UNESCO. Do naszych czasów dotrwały m.in. resztki starożytnych murów miejskich (także tych budowanych jeszcze przez Iberów), teatru, amfiteatru, dwóch forów rzymskich (prowincji i miejskiego), a także cyrku, na którym począwszy od I wieku p.n.e. urządzano wyścigi rydwanów, oraz rozległej nekropoli z okresu między III a VI w. n.e. (w miejscowym muzeum podziwiać można m.in. sarkofagi, mozaiki i amfory znalezione w grobowcach).
W obrębie murów miejskich można wyróżnić mury cyklopowe, zbudowane prawdopodobnie przez Iberów, rzymskie, niewielkie fragmenty murów średniowiecznych oraz bastiony i bramy z pocz. XVIII w. (angielskie).
Pozostałości amfiteatru rzymskiego, powstałego w II w. leżą za murami, w pobliżu brzegu morza. W jego obrębie znajdują się ruiny kościoła zbudowanego przez Wizygotów. W średniowieczu z amfiteatru korzystano jako z kamieniołomu, dostarczającego budulec do wznoszenia domów i świątyń.
W obrębie rzymskiego cyrku (hipodromu) o długości ok. 500 m powstał plac Plaça de la Font oraz kilka uliczek.
Do innych rzymskich zabytków położonych na obrzeżach miasta zalicza się m.in. akwedukt rzymski, zwany diabelskim mostem (El Pont del Diable po katalońsku, El Puente del Diablo po hiszpańsku), który dostarczał niegdyś wodę z odległego o ponad 30 kilometrów Gayo. Znajduje się on 4 km na północ od miasta. W miejscu, gdzie przekracza dolinę, ma 249 m długości i 27 m wysokości w najwyższym miejscu. Składa się z dwóch pięter. Dolne zbudowane jest 11 łuków, a górne z 25. Pozostałości rzymskich budowli znajdują się także na terenach położonych poza miastem. Należą do nich m.in. oddalona o około 6 kilometrów Torre dels Escipions – mauzoleum z II wieku n.e. czy łuk triumfalny Arc de Bera (20 km od miasta).
Z okresu średniowiecza w mieście pozostało wiele zabytków, m.in. kwartały staromiejskie z katedrą romańską, ukończoną ostatecznie w XIV wieku. W czasach nowożytnych powstało kilka interesujących budowli secesyjnych.

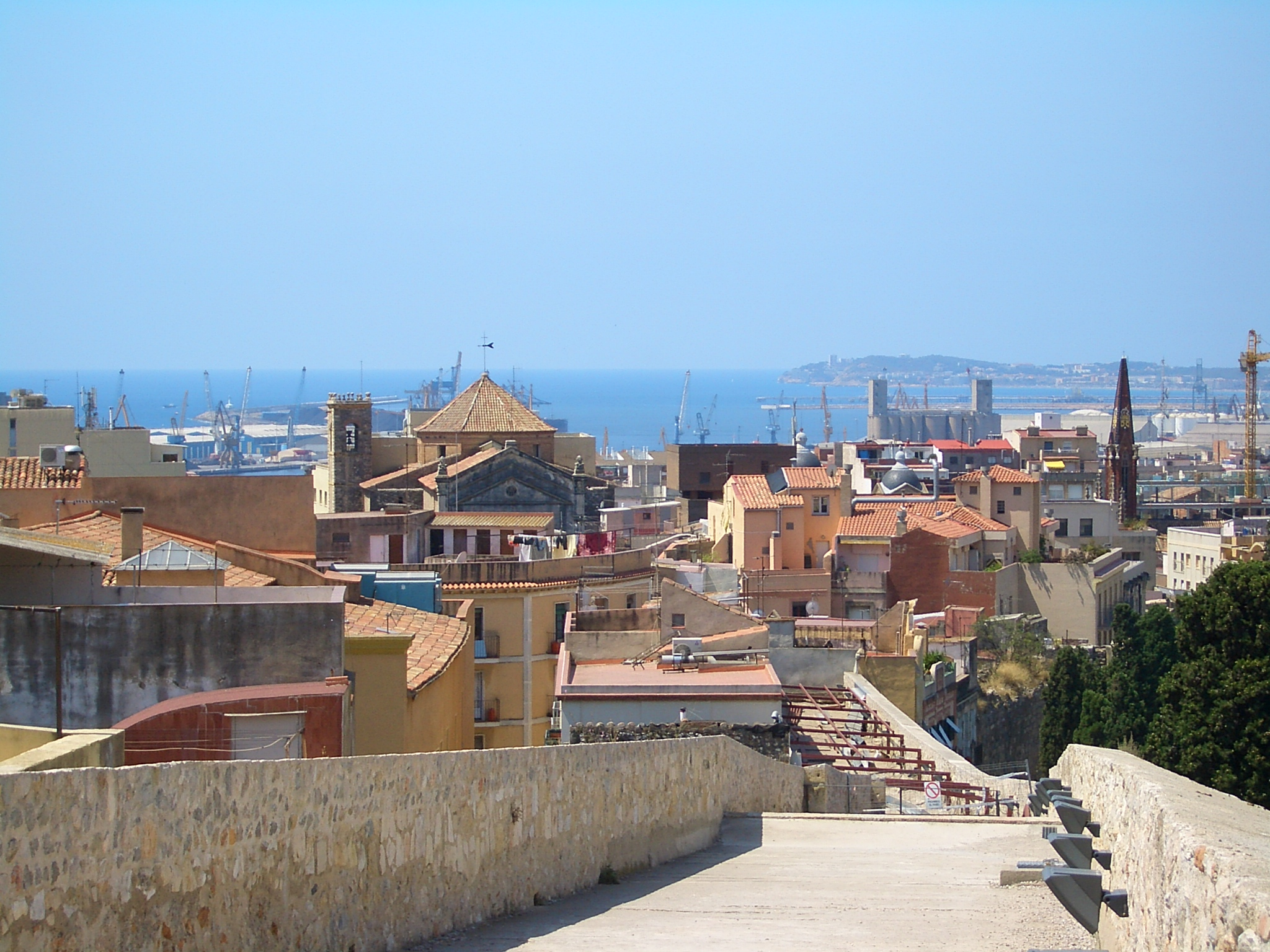
Tarragona.
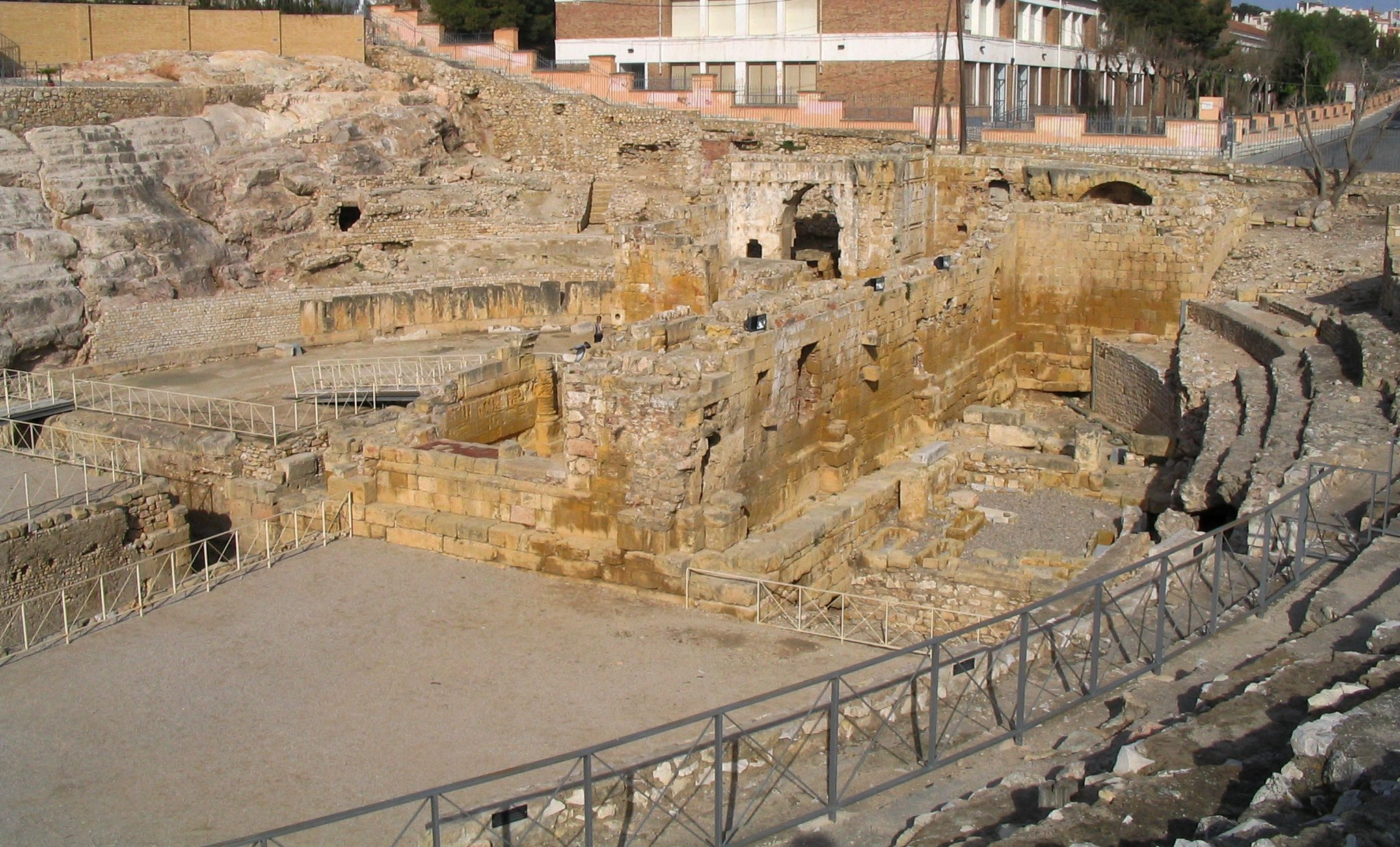
Amfiteatr rzymski z ruinami kościoła zbudowanego przez Wizygotów.
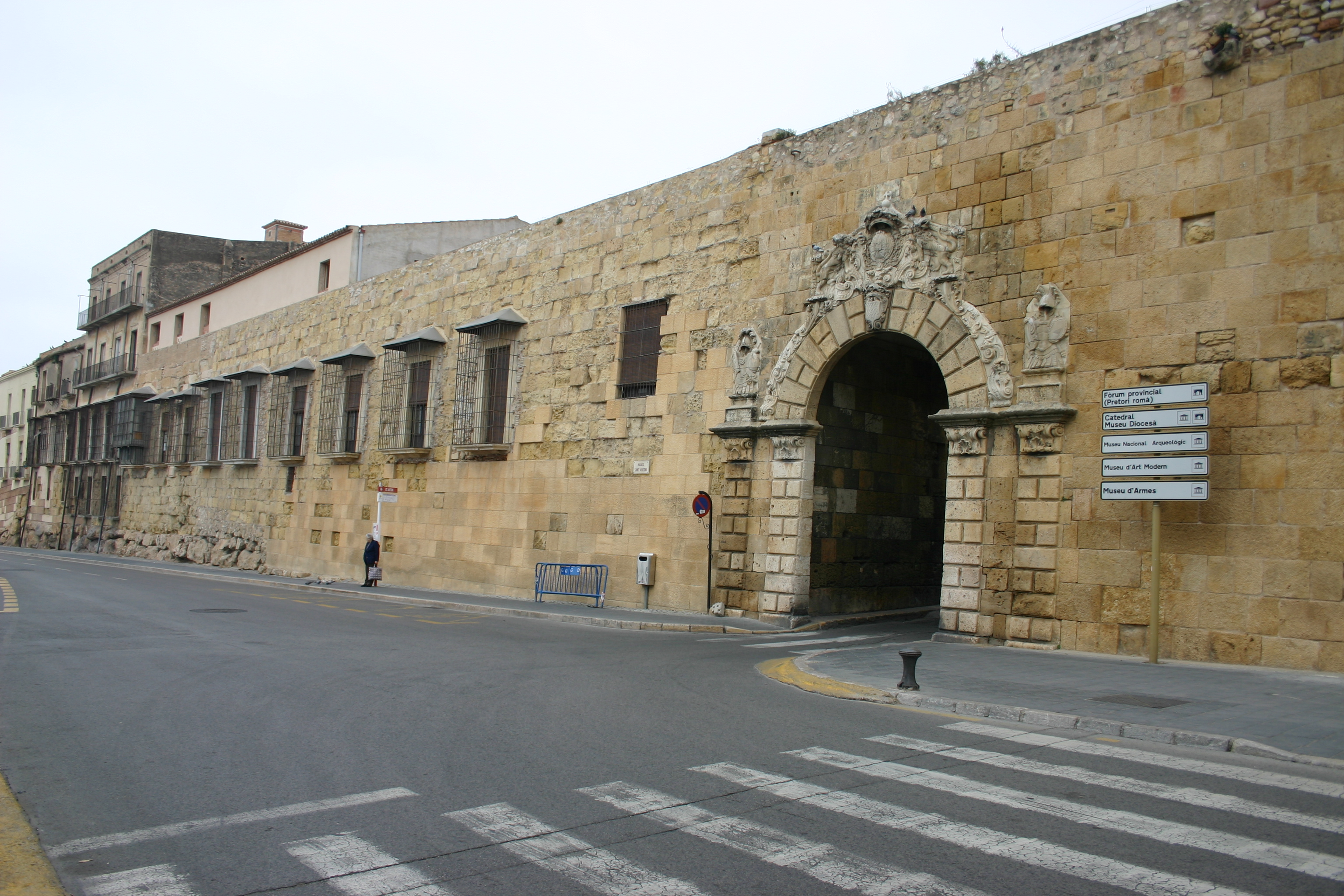
Brama de Sant Antoni.
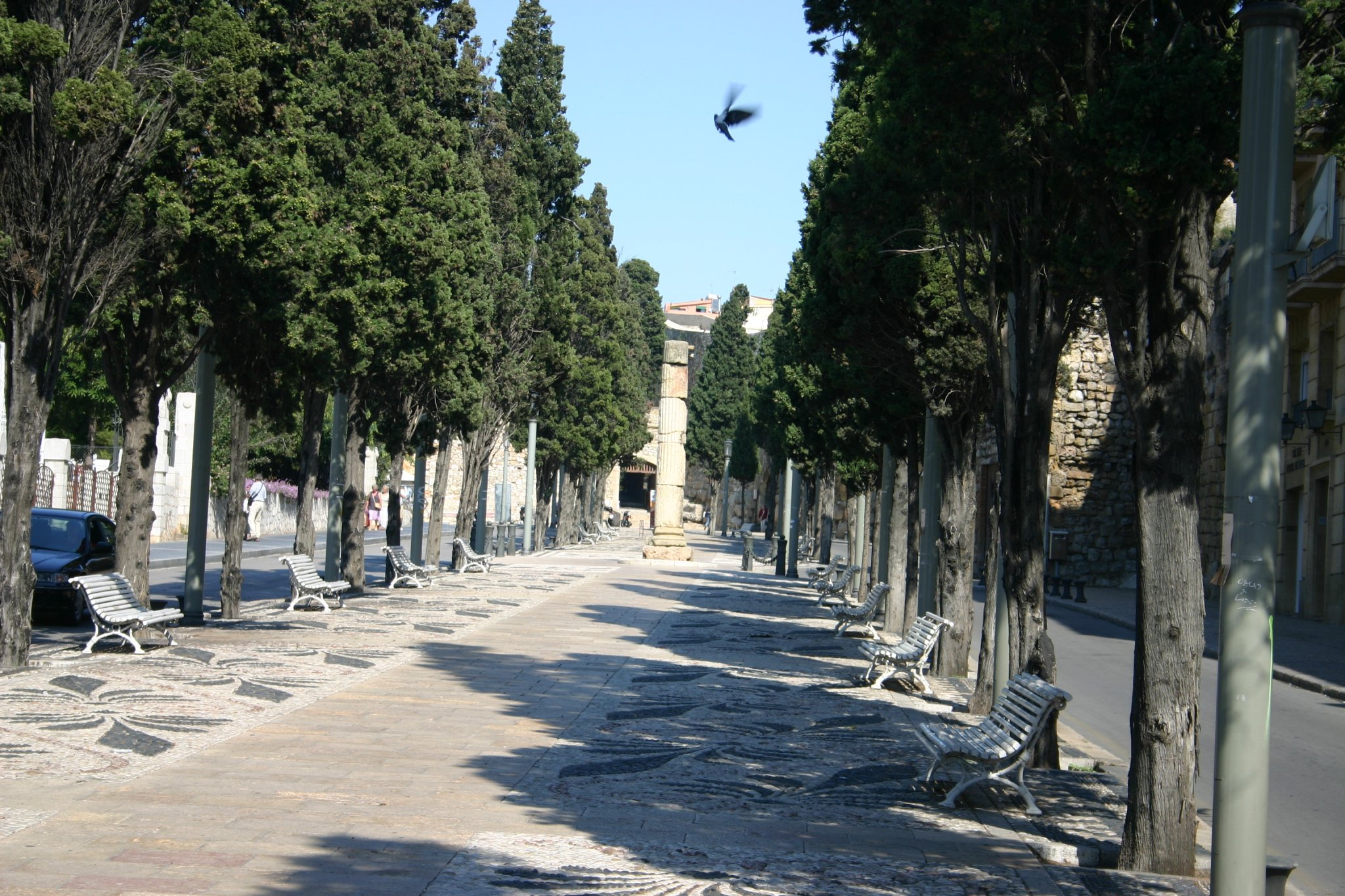
Via Imperial.
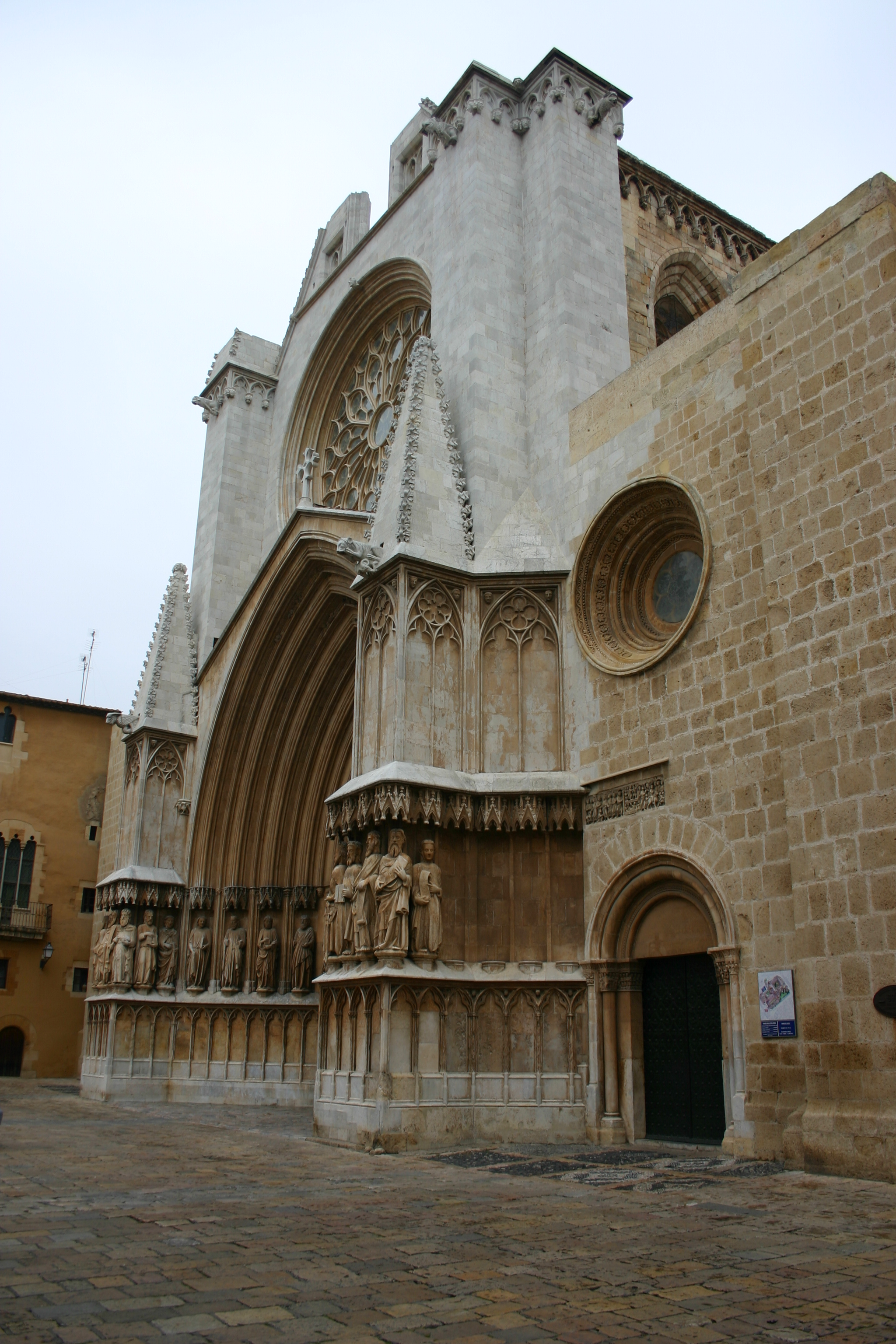
Fasada katedry.
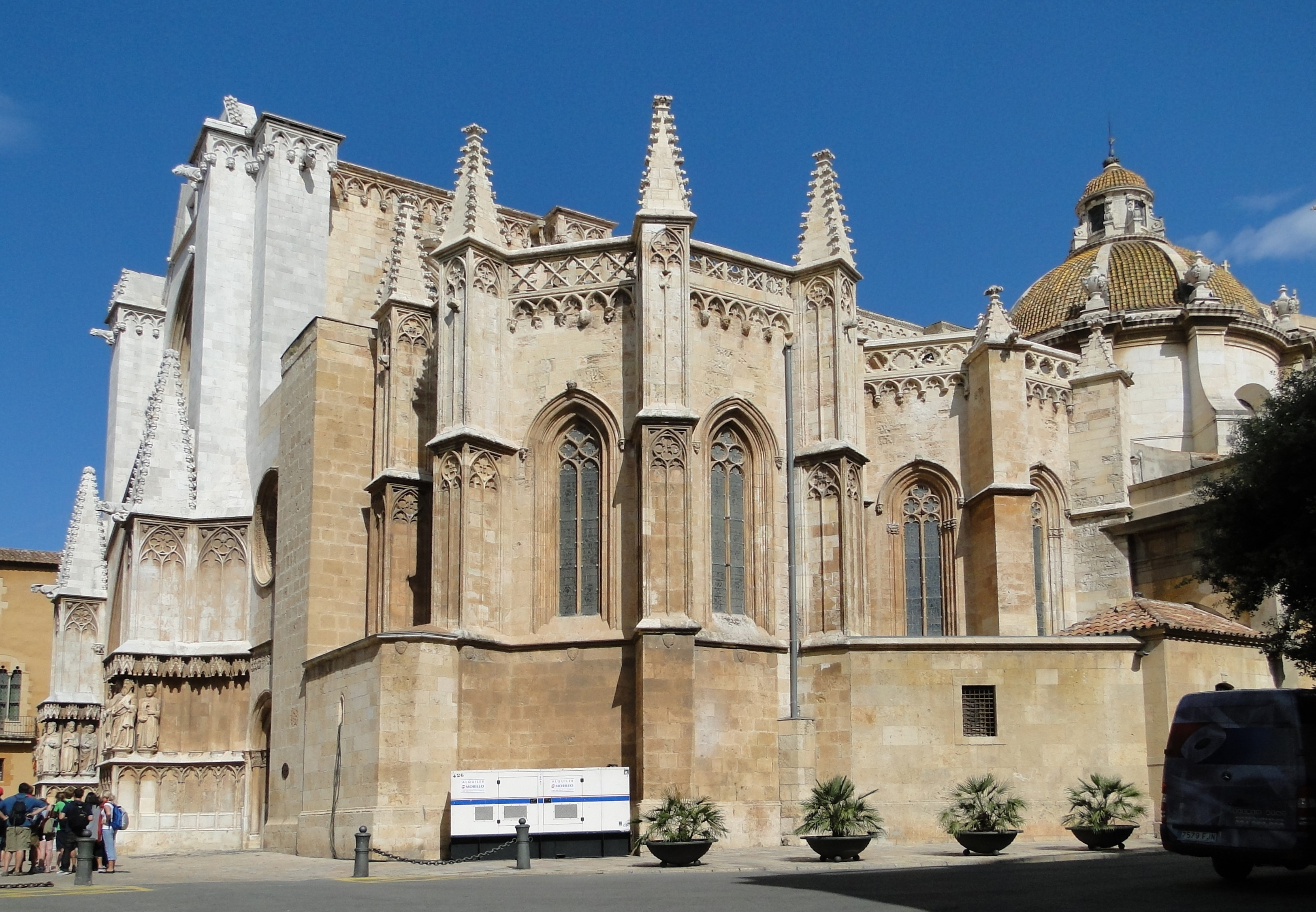
Katedra z boku.
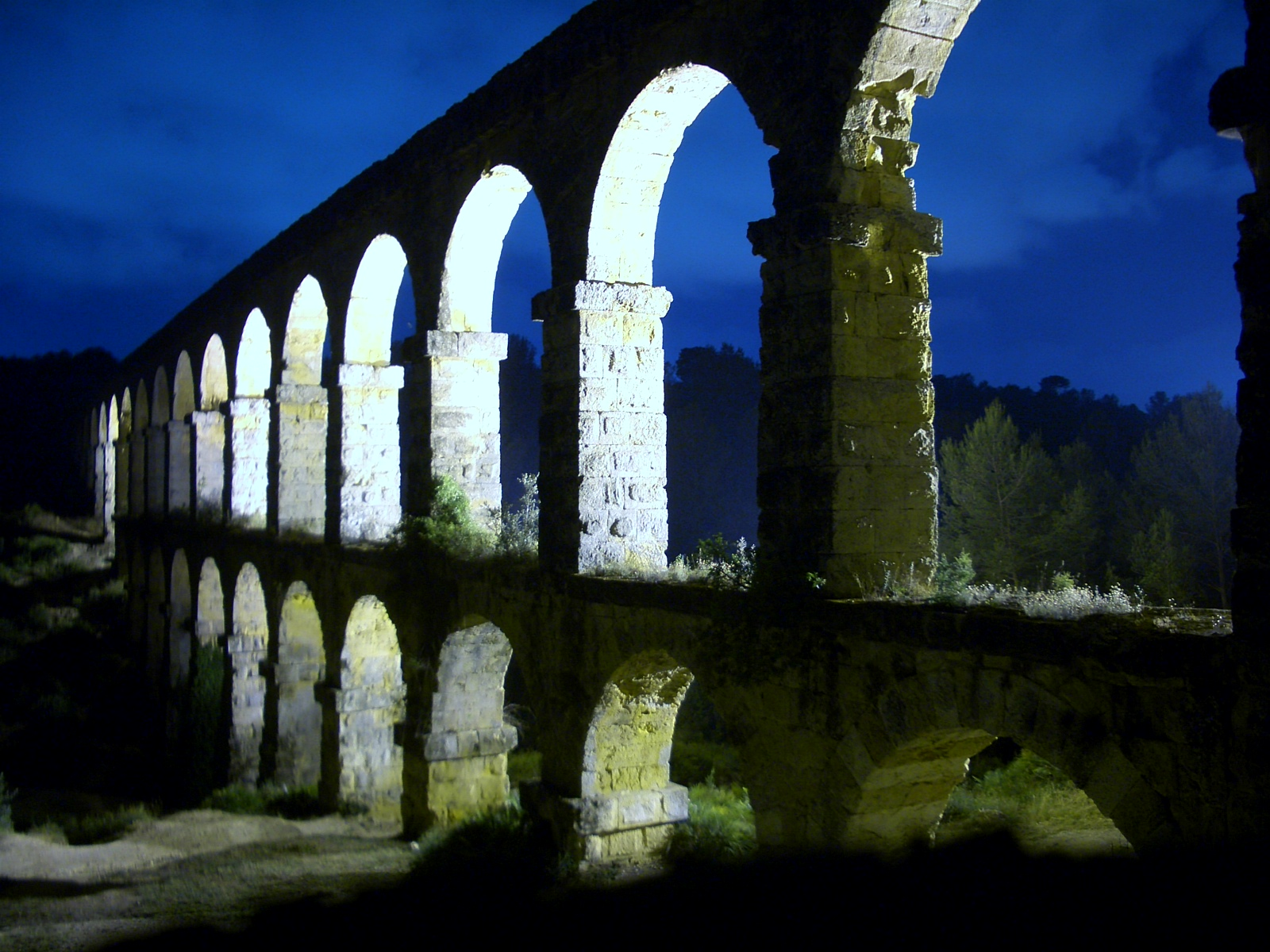
Akwedukt rzymski w Tarragonie.
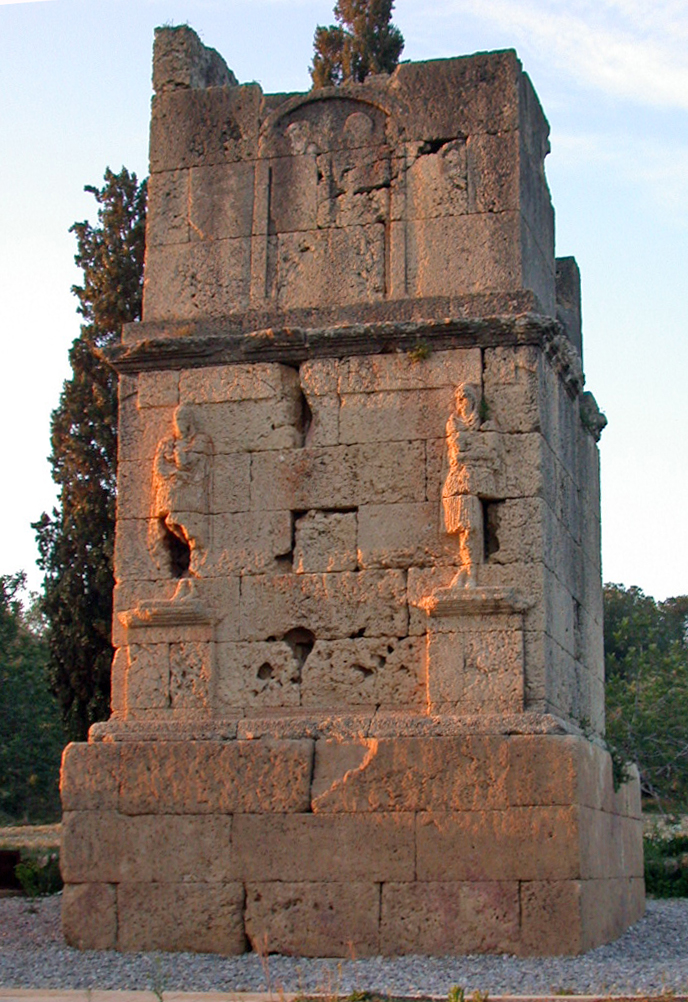
Torre dels Escipions.
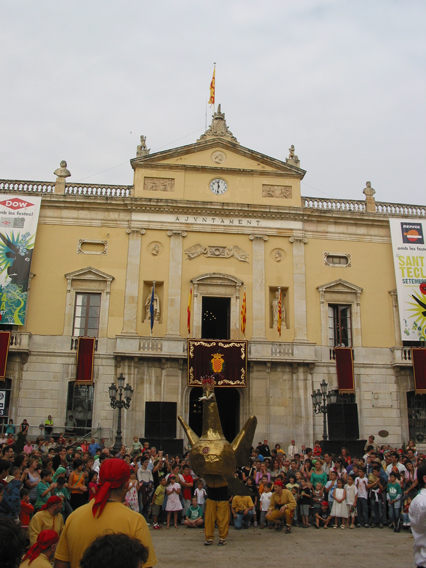
Festiwal Santa Tecla.
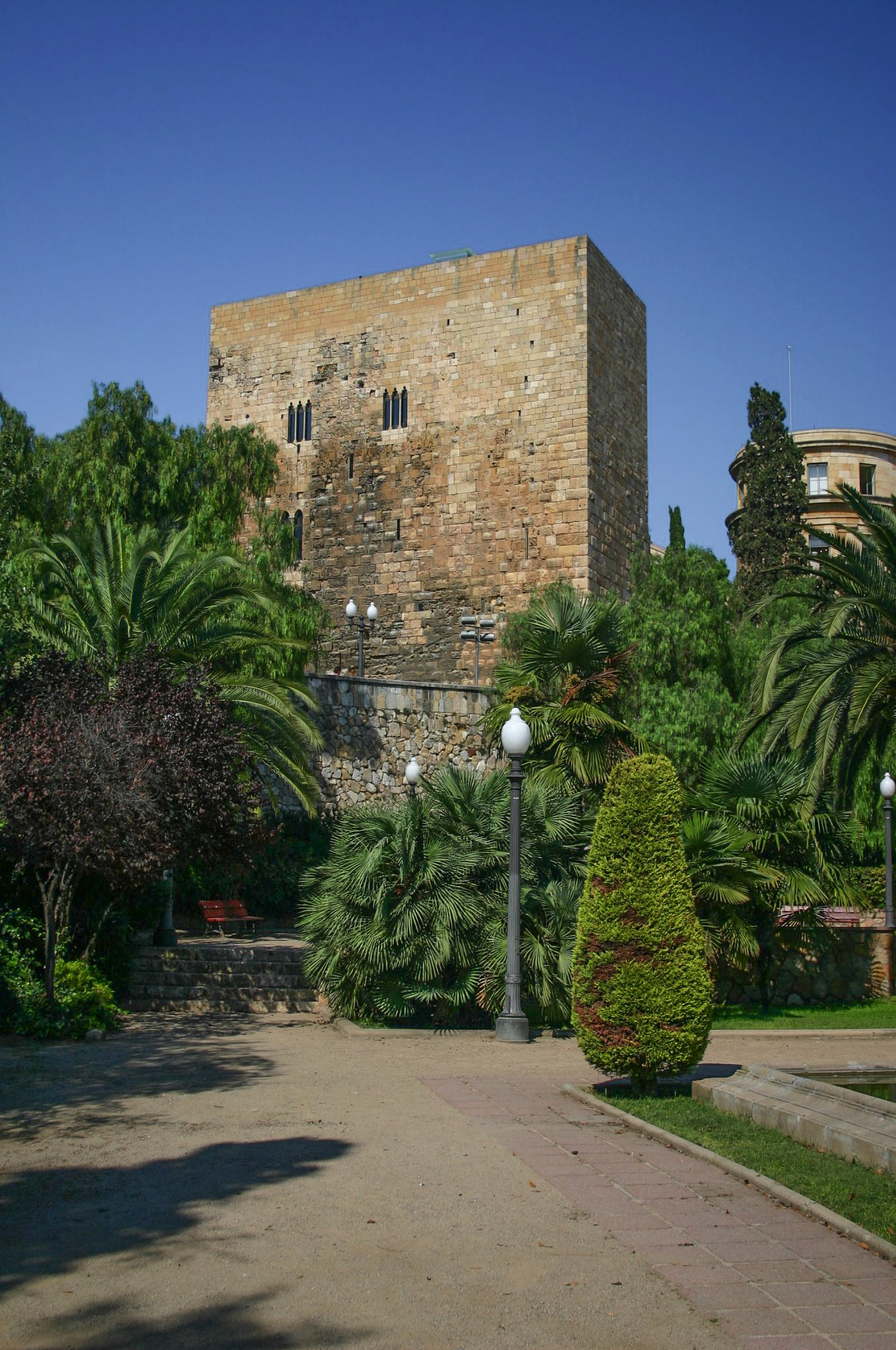
Pretorio.
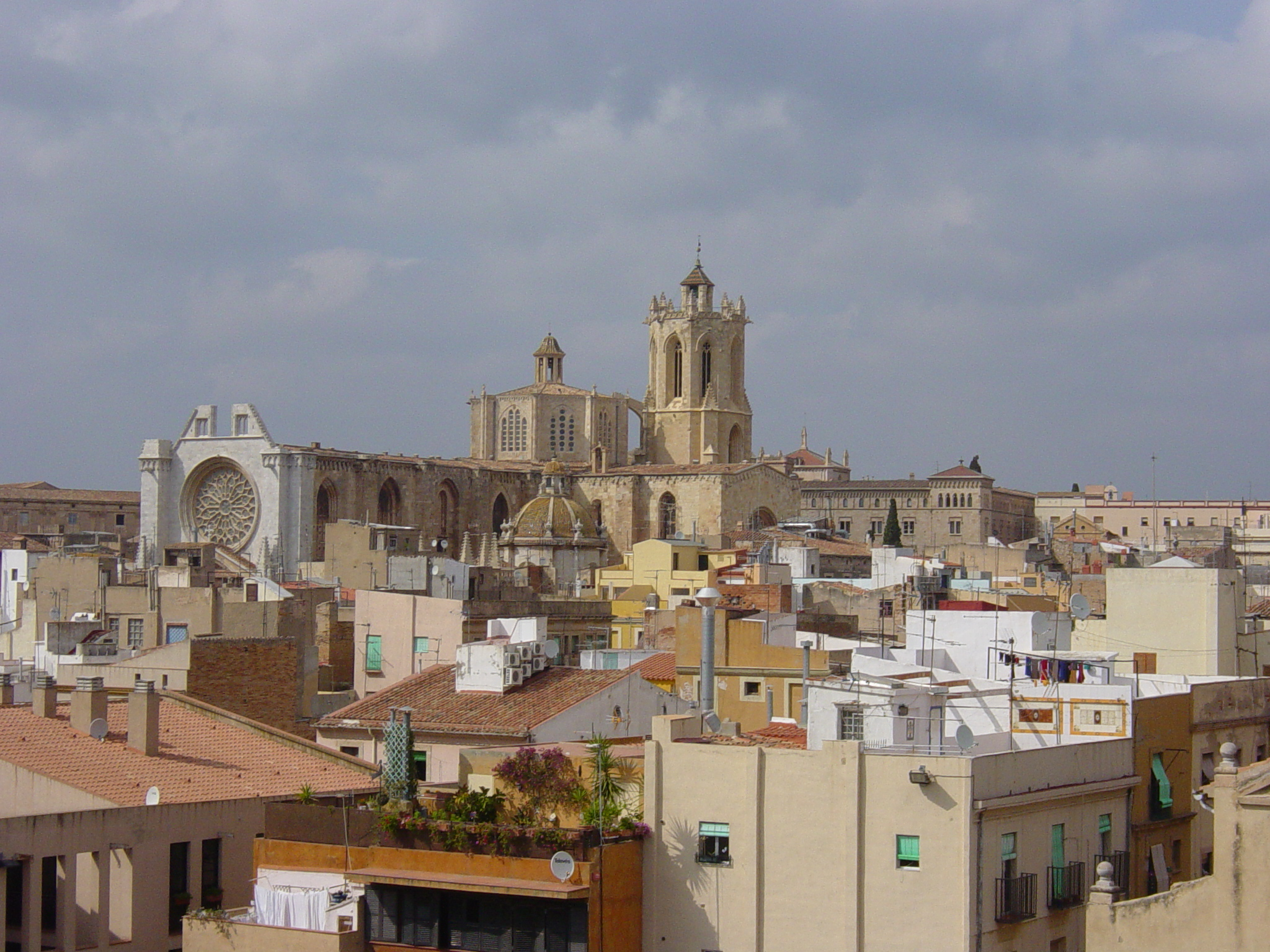
Widok Tarragony z katedrą.
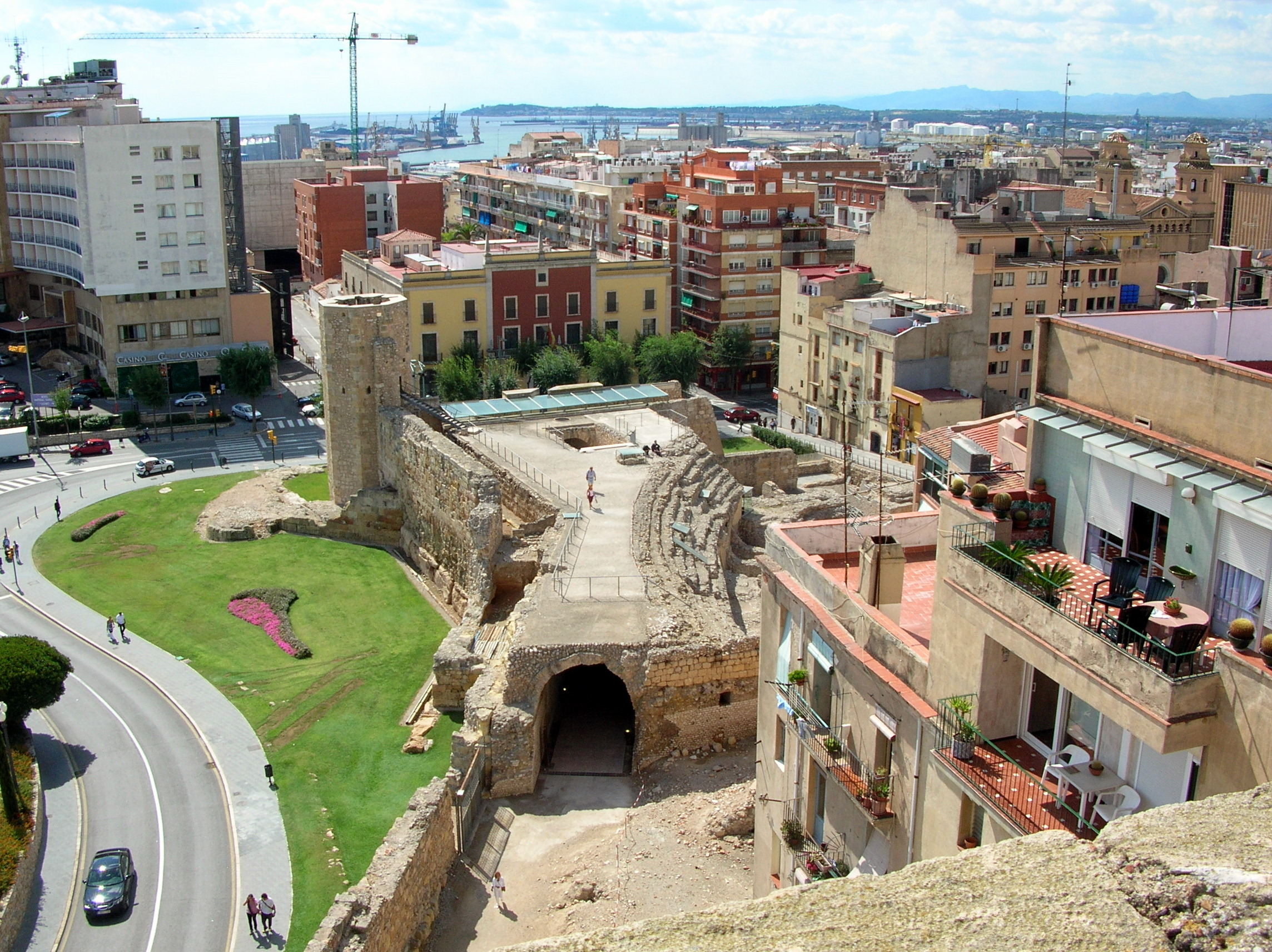
Ruiny rzymskiego cyrku ze średniowieczną wieżą.

## Klimat
| Miesiąc | Sty  | Lut  | Mar  | Kwi  | Maj  | Cze  | Lip  | Sie  | Wrz  | Paź  | Lis  | Gru  | Roczna |
| --- | ---- | ---- | ---- | ---- | ---- | ---- | ---- | ---- | ---- | ---- | ---- | ---- | ------ |
| Średnie temperatury w dzień [°C]                                                                                                 | 14.1 | 14.9 | 17.1 | 19.0 | 22.2 | 26.3 | 29.3 | 29.4 | 26.3 | 22.3 | 17.5 | 14.6 | 21,1   |
| Średnie dobowe temperatury [°C]                                                                                                  | 9.0  | 9.7  | 11.9 | 13.8 | 17.2 | 21.2 | 24.2 | 24.6 | 21.5 | 17.5 | 12.6 | 9.7  | 16,1   |
| Średnie temperatury w nocy [°C]                                                                                                  | 3.9  | 4.5  | 6.6  | 8.6  | 12.1 | 16.1 | 19.1 | 19.7 | 16.6 | 12.7 | 7.6  | 4.7  | 11,1   |
| Opady [mm] | 29   | 28   | 28   | 37   | 54   | 25   | 15   | 42   | 77   | 75   | 53   | 36   | 500    |
| Średnia liczba dni z opadami | 4.0  | 3.5  | 3.8  | 5.0  | 5.4  | 3.1  | 2.0  | 3.6  | 5.1  | 6.0  | 4.4  | 4.1  | 49,8   |
| Wilgotność [%] | 70   | 68   | 67   | 66   | 66   | 63   | 63   | 66   | 70   | 73   | 72   | 72   | 68     |
| Średnie usłonecznienie [h] | 157  | 162  | 197  | 222  | 251  | 274  | 306  | 265  | 209  | 182  | 157  | 144  | 2527   |
| Źródło: Agencia Estatal de Meteorología (liczba dni z opadami dla wartości 1 mm, wysokość 71 m n.p.m., 9 km od morza, 1981–2010) |      |      |      |      |      |      |      |      |      |      |      |      |        |

| Sty  | Lut  | Mar  | Kwi  | Maj  | Cze  | Lip  | Sie  | Wrz  | Paź  | Lis  | Gru  | Rok  |
| ---- | ---- | ---- | ---- | ---- | ---- | ---- | ---- | ---- | ---- | ---- | ---- | ---- |
| 13,4 | 13,1 | 13,3 | 15,2 | 18,2 | 22,1 | 23,9 | 24,9 | 23,9 | 21,6 | 18,4 | 15,4 | 18,6 |

## Sport
W mieście działa klub piłki nożnej, Gimnàstic Tarragona, grający w hiszpańskiej lidze Segunda División, będącej drugim poziomem ligowych rozgrywek piłkarskich w Hiszpanii. Inne sekcje klubu to gimnastyka, lekkoatletyka, koszykówka, tenis, tenis stołowy oraz futsal.

## Miasta partnerskie
- Alghero, Włochy
- Awinion, Francja
- Klagenfurt, Austria
- Orlean, Francja
- Pompeje, Włochy
- Stafford, Wielka Brytania